# Ektopia
Ektopia (łac. ectopia, z gr. εκτοπία, przemieszczenie) – występowanie narządu lub tkanki w miejscu innym niż fizjologiczne.
Przykłady ektopii:
- ciąża ektopowa
- dekstrokardia – ektopowe położenie serca
- endometrioza – ektopowe położenie błony śluzowej macicy